# Trithemis nigra
Trithemis nigra is een libellensoort uit de familie van de korenbouten (Libellulidae), onderorde echte libellen (Anisoptera).
De soort staat op de Rode Lijst van de IUCN als kritiek, beoordelingsjaar 2008.
De wetenschappelijke naam Trithemis nigra is voor het eerst geldig gepubliceerd in 1936 door Longfield.